# Kao rani mraz (2010.)
Kao rani mraz (srp. Као рани мраз) je srpski film iz 2010. godine.
Filmski je prvijenac poznatog kantautora Đorđa Balaševića, za koji je ujedno napisao scenarij i režirao ga. Film je premijerno prikazan 19. travnja 2010. godine u Novom Sadu. Na opatijskoj Ljetnoj Pozornici prikazana je hrvatska premijera filma.
Film je rađen u koprodukciji s producentskim kućama iz Bosne i Hercegovine, Hrvatske i Mađarske.
Zanimljivo je da je u filmu sudjelovala cijela obitelj, Đorđe kao režiser i scenarist, njegova supruga Olivera kao producentica i jedna od glumica, kćer Jelena kao asistent redatelja, a kćer Jovana i sin Aleksa kao glumci.

## Vanjske poveznice
- Kao rani mraz  Arhivirana inačica izvorne stranice od 20. veljače 2021. (Wayback Machine) na port.rs